# ديرك غراهام
ديرك غراهام (بالإنجليزية: Dirk Graham)‏ (و. 1959  م) هو لاعب هوكي الجليد كندي، ولد في ريجاينا، مركز لعبه هو جناح ‏.
.

## روابط خارجية
- ديرك غراهام على موقع دوري الهوكي الوطني (الإنجليزية)
- ديرك غراهام على موقع EliteProspects.com (الإنجليزية)
- ديرك غراهام على موقع HockeyDB.com (الإنجليزية)
- ديرك غراهام على موقع Hockey-Reference.com (الإنجليزية)